# Eurovision Young Musicians 1984
Der 2. Eurovision Young Musicians (EYM) fand am 22. Mai 1984 in der Victoria Hall in Genf in der Schweiz statt. Ausrichter war die SRG SSR, die erstmals diesen Wettbewerb ausrichtete.
Siegerin der Ausgabe 1984 wurde die niederländische Geigerin Isabelle van Keulen. Es war der erste Sieg der Niederlande im Wettbewerb. Auf Platz 2 hingegen landete der finnische Pianist Olli Mustonen, während die britische Klarinettistin Emma Johnson auf Platz 3 landete.

## Austragungsort
Die SRG SSR wählte als Austragungsort die Victoria Hall in Genf aus. Es war das erste Mal seit dem Eurovision Song Contest 1956, dass die Schweiz eine Eurovision Veranstaltung ausrichtete.

## Format
Jedes Land schickt einen Musiker, welcher nicht älter als 19 Jahre ist, zum Wettbewerb. Dieser spielt dann ein Instrument und stellt mit diesem ein Stück vor. Unterstützt wird der Musiker von dem Orchestre de la Suisse Romande. Eine professionelle Jury entscheidet daraufhin die ersten drei Plätze. Der Sieger erhielt einen Preis von £1000. Folgende Juroren saßen 1984 in der Jury:
- Yehudi Menuhin (Vorsitzender)
- Werner Thärichen
- Juhani Raiskinen
- Pierre Fournier
- Marius Constant
- Jan Stulen
- Gottfried Scholz
- Karl Engel (Pianist)
- Pierre Métral
- Aurèle Nicolet
- Eric Tappy
- Alun Hoddinott
- Carole Dawn Reinhart

### Moderation
Als Moderator fungierte der Schweizer Moderator Georges Kleinmann.

## Teilnehmer

Länder, die 1984 teilgenommen haben

Insgesamt sieben Länder nahmen am zweiten Eurovision Young Musicians teil, damit ein Land mehr als noch 1982. So debütierte schließlich die Niederlande im Wettbewerb.
Erneut nahmen auch wieder Dänemark, Finnland, Norwegen und Schweden zusammen teil. Dieses Mal trat der Musiker allerdings unter finnischer Flagge an, so dass Norwegen sich zwar vom Wettbewerb zurückzog, aber dennoch unter finnischer Flagge teilnahm.

## Finale
Das Finale fand am 22. Mai 1984 in der Victoria Hall in Genf statt. Sieben Länder traten gegeneinander an, wobei nur die ersten drei Plätze bekannt wurden.
| Platz | Startnr. | Land                   | Interpret             | Instrument | Stück |
| ----- | -------- | ---------------------- | --------------------- | ---------- | --- |
| 1.    | 4        | Niederlande            | Isabelle van Keulen   | Violine    | Violin concert no. 5 op. 37 von Henri Vieuxtemps                                                             |
| 2.    | 7        | Finnland               | Olli Mustonen         | Klavier    | Concerto for piano and orchestra in G major von Maurice Ravel                                                |
| 3.    | 2        | Vereinigtes Königreich | Emma Johnson          | Klarinette | Concerto for clarinet and orchestra No.2 in F-minor, Op.5, 2nd and 3rd movements von Bernhard Henrik Crusell |
| –     | 1        | Frankreich             | Sabine Toutain        | Bratsche   | Concerto for viola and orchestra in D major von Carl Stamitz                                                 |
| –     | 3        | BR Deutschland         | Andreas Bach          | Klavier    | Concerto for piano and orchestra no.1 in E-flat major von Franz Liszt                                        |
| –     | 5        | Schweiz (Gastgeber)    | Martina Schuchen      | Cello      | Concerto for cello and orchestra op. 33 von Camille Saint-Saëns                                              |
| –     | 6        | Österreich             | Ghislaine Fleischmann | Violine    | Concert for violin and orchestra op. 53, 3rd movement von Antonín Dvořák                                     |

## Übertragung
Insgesamt zehn Fernsehanstalten übertrugen die Veranstaltung:
| Land                      | Sender              | Kommentator                             |
| Teilnehmende Länder       | Teilnehmende Länder | Teilnehmende Länder                     |
| ------------------------- | ------------------- | --------------------------------------- |
| BR Deutschland            | ZDF                 | k. A.                                   |
| Finnland                  | YLE                 | k. A.                                   |
| Frankreich                | France 3            | Charles Imbert                          |
| Niederlande               | Nederland 2         | Joop van Zijl                           |
| Niederlande               | Hilversum 4         | Joop van Zijl                           |
| Österreich                | ORF                 | k. A.                                   |
| Schweiz                   | TRS                 | Madeleine Kleinmann & Georges Kleinmann |
| Schweiz                   | RSR 2               | Madeleine Kleinmann & Georges Kleinmann |
| Schweiz                   | TV DRS              | k. A.                                   |
| Vereinigtes Königreich    | BBC                 | Humphrey Burton & Jane Glover           |
| Nicht teilnehmende Länder |                     |                                         |
| Belgien                   | Télé 2              | k. A.                                   |
| Dänemark                  | DR1                 | Niels Karl Nielsen                      |
| Dänemark                  | DR P2               | Niels Karl Nielsen                      |
| Jugoslawien               | JRT                 | k. A.                                   |
| Norwegen                  | NRK                 | k. A.                                   |
| Schweden                  | SVT 1               | k. A.                                   |
| Schweden                  | RR                  | k. A.                                   |